# Objetivo de Desenvolvimento Sustentável 16
O Objetivo de Desenvolvimento Sustentável 16 (ODS 16), também conhecido como Objetivo Global 16, faz parte dos 17 Objetivos de Desenvolvimento Sustentável estabelecidos pelas Nações Unidas em 2015. Sua redação oficial é a seguinte:
“Promover sociedades pacíficas e inclusivas para o desenvolvimento sustentável, proporcionar acesso à justiça para todos e construir instituições eficazes, responsáveis e inclusivas em todos os níveis.”
Este objetivo visa criar um mundo mais justo, seguro e equitativo, onde a paz, a justiça e a igualdade sejam alcançadas por meio de instituições sólidas e inclusivas. A busca por sociedades pacíficas e o acesso à justiça são fundamentais para o desenvolvimento sustentável global. A Meta possui 12 metas e 23 indicadores.
O ODS 16 possui dez metas de resultados:
1. Reduzir a violência: Busca-se diminuir os índices de violência em todas as suas formas.
2. Proteger as crianças do abuso, exploração, tráfico e violência: Garantir a segurança e o bem-estar das crianças.
3. Promover o Estado de direito e garantir a igualdade de acesso à justiça: Busca-se um sistema jurídico justo e acessível para todos.
4. Combater o crime organizado e os fluxos financeiros e de armas ilícitos: Prevenir atividades criminosas transnacionais.
5. Reduzir substancialmente a corrupção e o suborno: Fortalecer a integridade e a transparência nas instituições.
6. Desenvolver instituições eficazes, responsáveis e transparentes: Instituições sólidas e confiáveis são essenciais para o desenvolvimento sustentável.
7. Garantir uma tomada de decisões ágil, inclusiva e representativa: Assegurar que todos tenham voz nas decisões que afetam suas vidas.
8. Reforçar a participação na governação global: Promover a cooperação internacional e a participação ativa dos países.
9. Fornecer identidade jurídica universal: Garantir que todos tenham documentação legal reconhecida.
10. Garantir o acesso público à informação e proteger as liberdades fundamentais: Acesso à informação e liberdades individuais são essenciais para uma sociedade justa e inclusiva.

Além disso, existem dois meios de implementação dessas metas:
1. Fortalecer as instituições nacionais para prevenir a violência e combater o crime e o terrorismo: Investir em estruturas que promovam a segurança e a paz.
2. Promover e fazer cumprir leis e políticas não discriminatórias: Garantir que as leis sejam aplicadas de forma justa e igualitária para todos.

## Fundo
Os Objetivos de Desenvolvimento Sustentável (ODS) constituem um conjunto de 17 objetivos globais definidos pelas Nações Unidas. Embora inter-relacionados, cada objetivo possui suas próprias metas a serem alcançadas. Os ODS abrangem uma vasta gama de questões relacionadas ao desenvolvimento social e econômico.
O ODS 16 concentra-se na necessidade de promover a paz e instituições inclusivas. Algumas áreas de melhoria incluem:
1. Redução da violência letal: Busca-se diminuir os índices de violência em todas as suas formas.
2. Redução das mortes de civis em conflitos: Garantir a segurança e proteção das populações afetadas por conflitos armados.
3. Eliminação do tráfico de seres humanos: Combater essa grave violação dos direitos humanos.

O ODS 16 desempenha um papel fundamental na construção de um mundo mais justo, seguro e equitativo, onde a paz, a justiça e a igualdade sejam alcançadas por meio de instituições sólidas e inclusivas.

## Metas, indicadores e progresso
O Objetivo de Desenvolvimento Sustentável 16 (ODS 16) possui doze metas e vinte e quatro indicadores. Três dessas metas especificam a sua agenda até 2030. Abaixo está a lista de todos os alvos com uma versão curta e uma versão longa dos títulos. Infelizmente, ainda não existem dados disponíveis para os seguintes indicadores: 16.4.1, 16.4.2, 16.6.2, 16.7.1, 16.7.2 e 16.b.1. No entanto, para todos os outros indicadores, estão disponíveis dados e mapas mundiais para visualizar o progresso.

### Meta 16.1: Reduzir a violência em todos os lugares
Tem por título completo: “Reduzir significativamente todas as formas de violência e as taxas de mortalidade relacionadas em todos os lugares”. 
- Esta meta tem quatro indicadores: [11]
  1. Indicador 16.1.1: Número de vítimas de homicídio doloso por 100 mil habitantes, discriminado por sexo e idade.
  2. Indicador 16.1.2: Mortes relacionadas a conflitos por 100.000 habitantes, discriminadas por sexo, idade e causa.
  3. Indicador 16.1.3: Proporção da população sujeita a:
    - (a) violência física,
    - (b) violência psicológica e
    - (c) violência sexual nos últimos 12 meses.

  4. Indicador 16.1.4: Proporção da população que se sente segura andando sozinha na área onde mora.  Esses indicadores são essenciais para avaliar o progresso em direção a sociedades mais pacíficas, justas e inclusivas.

### Meta 16.2: Proteger as crianças do abuso, exploração, tráfico e violência

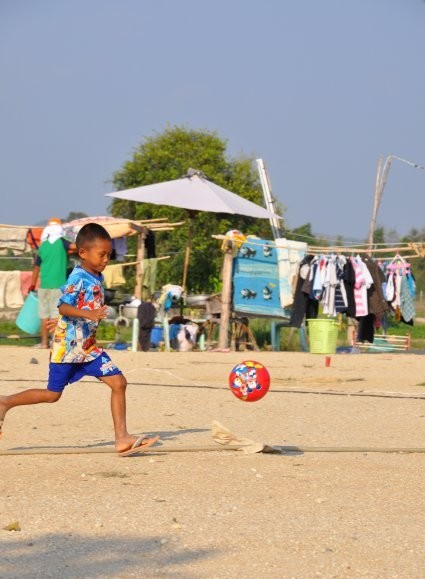
Centro de Proteção e Desenvolvimento Infantil

Título longo: “Acabar com o abuso, a exploração, o tráfico e todas as formas de violência e tortura contra crianças”. 
- Esta meta tem três indicadores: [11]
  1. Indicador 16.2.1: Proporção de crianças de 1 a 17 anos que sofreram algum castigo físico e/ou agressão psicológica por parte dos cuidadores no último mês.
  2. Indicador 16.2.2: Número de vítimas de tráfico de seres humanos por 100.000 habitantes, discriminado por sexo, idade e forma de exploração.
  3. Indicador 16.2.3: Proporção de mulheres e homens jovens com idade entre 18 e 29 anos que sofreram violência sexual aos 18 anos.

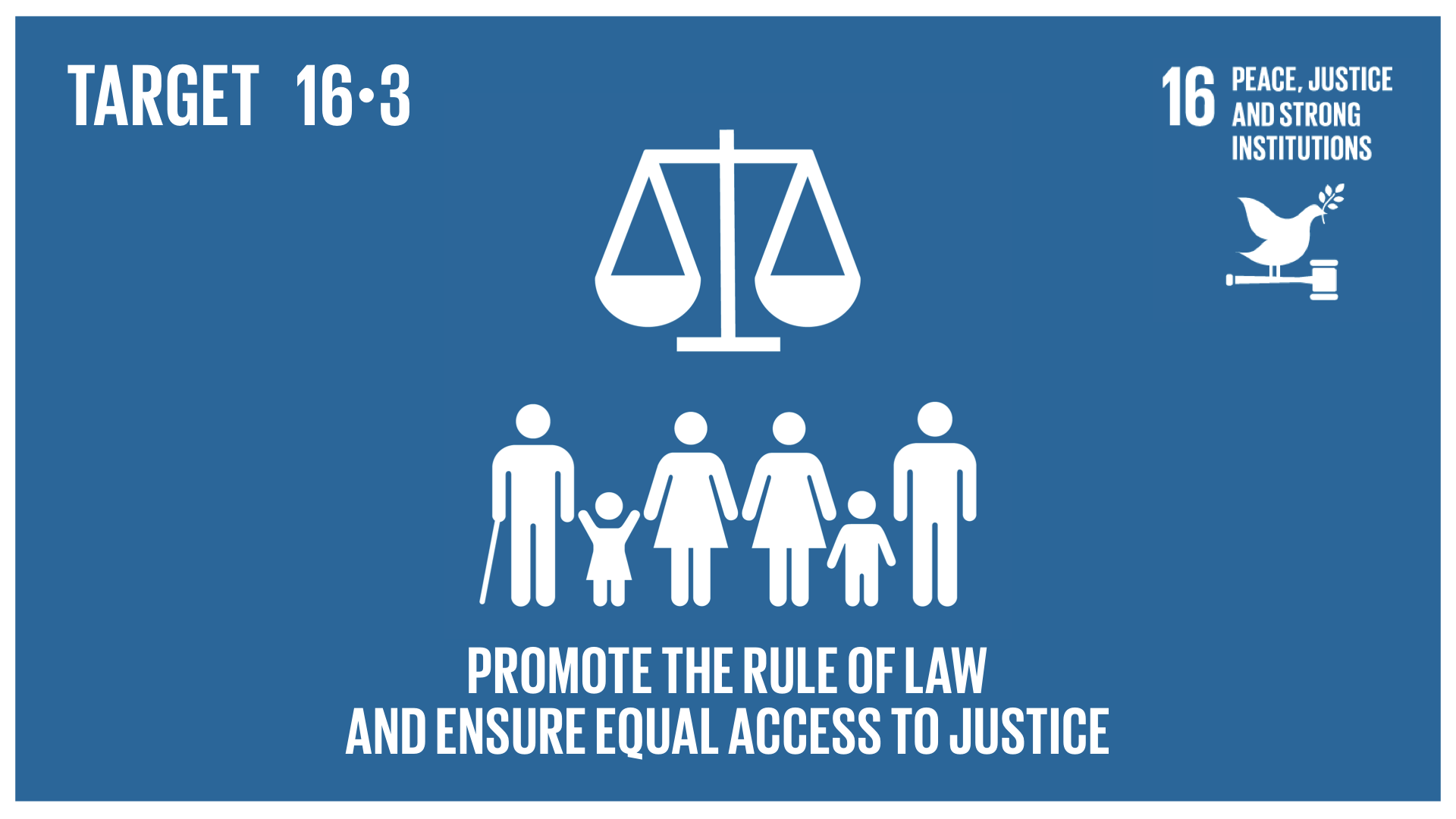

### Meta 16.3: Igualdade de acesso à justiça
O texto completo da Meta 16.3 é: “Promover o Estado de direito nos níveis nacional e internacional e garantir acesso igualitário à justiça para todos”. 
- Esta meta tem três indicadores: [11]
  1. Indicador 16.3.1: Proporção de vítimas de violência nos últimos 12 meses que relataram sua vitimização às autoridades competentes ou a outros mecanismos de resolução de conflitos oficialmente reconhecidos.
  2. Indicador 16.3.2: Detidos não condenados em proporção da população prisional total.
  3. Indicador 16.3.3: Proporção da população que sofreu uma disputa nos últimos dois anos e que acessou um mecanismo formal ou informal de resolução de disputas, por tipo de mecanismo.

Mapa mundial para o indicador 16.3.2 - 2017

### Meta 16.4: Combater o crime organizado e os fluxos financeiros e de armas ilícitos
O texto completo da Meta 16.4: “Até o ano de 2030, reduzir de forma significativa os fluxos financeiros e de armas ilícitos, fortalecer a recuperação e devolução de bens roubados e combater todas as formas de crime organizado”. 
- A meta tem dois indicadores: [11]
  1. Indicador 16.4.1: Valor total dos fluxos financeiros ilícitos de entrada e de saída (em dólares correntes dos Estados Unidos).
  2. Indicador 16.4.2: Proporção de armas apreendidas, encontradas ou entregues cuja origem ou contexto ilícito foi rastreado ou estabelecido por uma autoridade competente em conformidade com os instrumentos internacionais.

### Meta 16.5: Reduzir substancialmente a corrupção e o suborno
O texto completo da Meta 16.5: “Reduzir substancialmente a corrupção e o suborno em todas as suas formas”. 
- A meta tem dois indicadores: [11]
  1. Indicador 16.5.1: Proporção de pessoas que tiveram pelo menos um contato com um funcionário público e que pagaram suborno a um funcionário público, ou foram solicitadas a receber suborno por esses funcionários públicos durante os 12 meses anteriores.
  2. Indicador 16.5.2: Proporção de empresas que tiveram pelo menos um contato com um funcionário público e que pagaram suborno a um funcionário público, ou foram solicitadas a receber suborno por esses funcionários públicos durante os 12 meses anteriores.

### Meta 16.6: Desenvolver instituições eficazes, responsáveis e transparentes
O texto completo da Meta 16.6: “Desenvolver instituições eficazes, responsáveis e transparentes em todos os níveis”. 
- A meta tem dois indicadores: [11]
  - Indicador 16.6.1: Despesas primárias do governo como proporção do orçamento original aprovado, por setor (ou por códigos orçamentais ou similares).
  - Indicador 16.6.2: Proporção da população satisfeita com a sua última experiência de serviços públicos.

### Meta 16.7: Garantir uma tomada de decisão responsiva, inclusiva e representativa
O texto completo da Meta 16.7: “Garantir uma tomada de decisão ágil, inclusiva, participativa e representativa em todos os níveis”. 
- A meta tem dois indicadores: [11]
  1. Indicador 16.7.1: Proporções de cargos em instituições nacionais e locais, incluindo:
    - (a) legislaturas;
    - (b) serviço público; e
    - (c) poder judiciário, em comparação com as distribuições nacionais, por sexo, idade, pessoas com deficiência e grupos populacionais.

  2. Indicador 16.7.2: Proporção da população que acredita que a tomada de decisões é inclusiva e reativa, por sexo, idade, deficiência e grupo populacional.

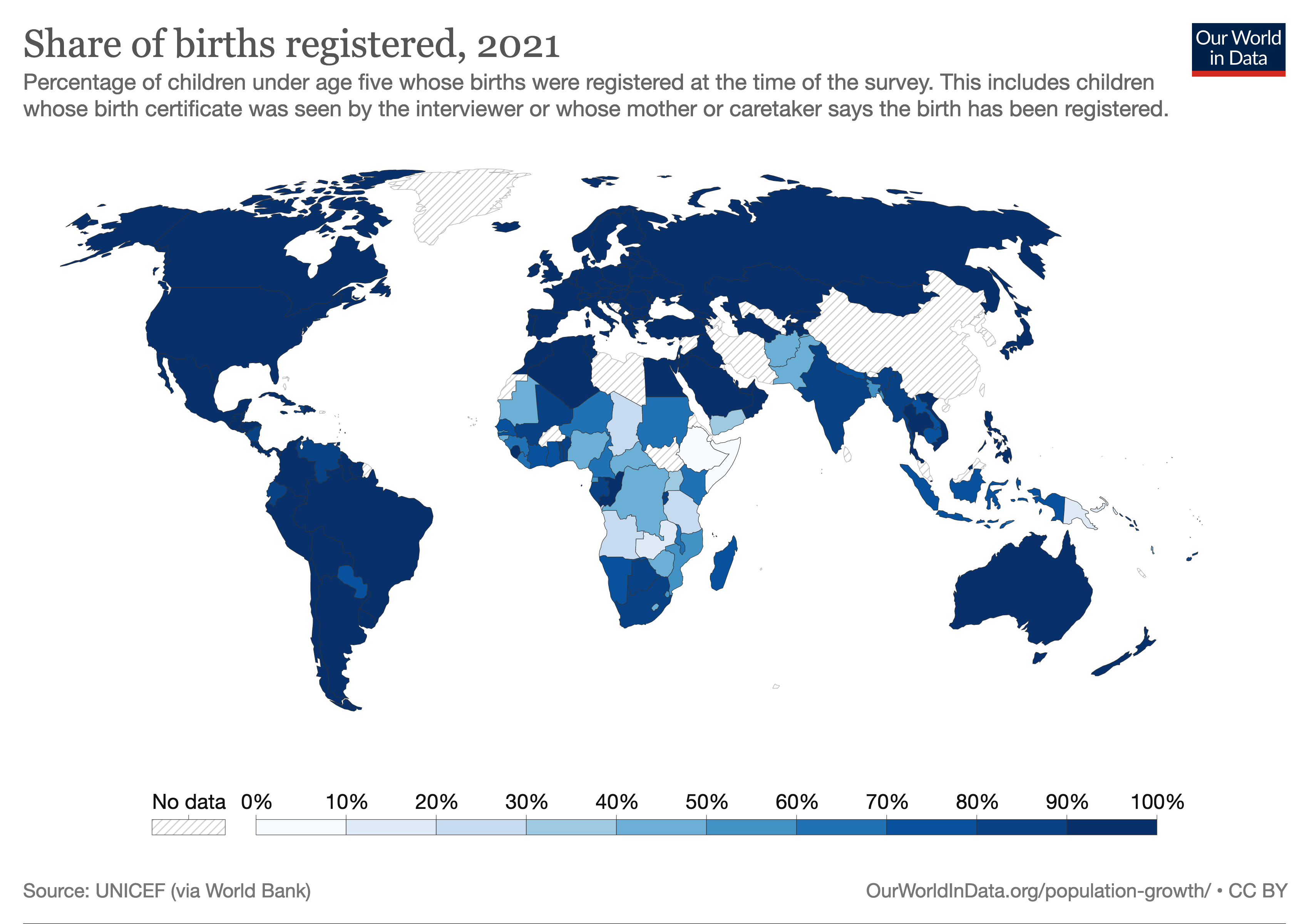
Proporção de crianças menores de 5 anos cujos nascimentos foram registados junto de uma autoridade civil.

### Meta 16.8: Fortalecer a participação na governança global
O texto completo da Meta 16.8: “Ampliar e fortalecer a participação dos países em desenvolvimento nas instituições de governança global”.  A meta possui um único indicador:
- 16.8.1 é a “Proporção de membros e direitos de voto dos países em desenvolvimento em organizações internacionais”. [11]

### Meta 16.9: Fornecer identidade jurídica universal
O texto completo da Meta 16.9: “Até 2030, fornecer identidade legal para todos, incluindo registro de nascimento”.  Possui um indicador:
- 16.9.1 é a “Proporção de crianças menores de 5 anos cujos nascimentos foram registados junto de uma autoridade civil, por idade”.

Diferentes empresas estão avaliando a inclusão da meta 16.9 de acordo com suas prioridades. As categorias abrangem proteção infantil, desenvolvimento econômico, segurança nacional, proteção social, saúde pública e muito mais. Indivíduos sem prova de identidade legal, principalmente mulheres e os menos afortunados, são excluídos da economia. A meta 16.9 se sobrepõe a outros objetivos dos Objetivos de Desenvolvimento Sustentável (ODS). Por exemplo, a Meta 1.3, que visa implementar sistemas de proteção social, não pode ser abordada em nível nacional sem que os vulneráveis possam se identificar. Isso também está relacionado ao ODS 3 em termos de saúde e ao ODS 4 em termos de educação. A falta de identidade jurídica pode impedir inúmeras medidas destinadas a beneficiar os indivíduos mais necessitados, resultando em taxas mais elevadas de desigualdade. Mais de um quarto das crianças menores de 5 anos não tinham registro em todo o mundo em 2015. 

### Meta 16.10: Garantir o acesso público à informação e proteger as liberdades fundamentais
A Meta 16.10 tem por título: “Garantir o acesso público à informação e proteger as liberdades fundamentais, de acordo com a legislação nacional e acordos internacionais”. 
- A meta tem dois indicadores: [11]
  1. Indicador 16.10.1: Número de casos verificados de assassinatos, sequestros, desaparecimentos forçados, detenções arbitrárias e tortura de jornalistas, pessoal de meios de comunicação social associados, sindicalistas e defensores dos direitos humanos nos últimos 12 meses.
  2. Indicador 16.10.2: Número de países que adotam e implementam garantias constitucionais, estatutárias e/ou políticas para o acesso público à informação.

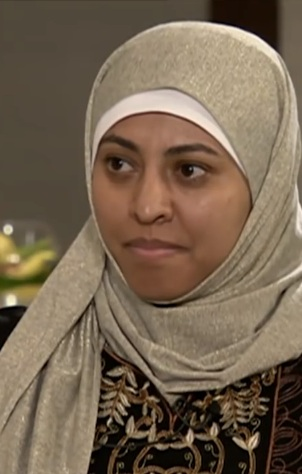
Nadia Al-Sakkaf, a primeira mulher ministra da Informação do Iêmen

O direito à informação é um pilar fundamental da Declaração Universal dos Direitos Humanos. Em 2019, a Organização das Nações Unidas para a Educação, a Ciência e a Cultura (UNESCO) constatou que 125 países optaram por adotar leis de Direito à Informação (RTI), Acesso à Informação (ATI) ou Liberdade à Informação (FTI), ou garantias equivalentes. Por outro lado, dezessete países não possuem qualquer tipo de lei ou compromisso em prol do acesso público à informação. Embora a maioria dos países em todo o mundo tenha implementado políticas relacionadas ao direito à informação, a UNESCO identificou um desafio em relação à sustentabilidade nas práticas de monitoramento e relatórios relacionados à meta 16.10. Nesse contexto, a UNESCO defendeu a criação de órgãos de supervisão, conferindo-lhes posições de liderança na avaliação do progresso dos Objetivos de Desenvolvimento Sustentável em nível nacional. 
A relevância do avanço da meta 16.10 pode ser compreendida por meio de uma citação de Nadia Al-Sakkaf, ex-Ministra da Informação da República do Iémen:  “Se informação é poder, então o acesso à informação é empoderamento.”

### Meta 16.a: Fortalecer as instituições nacionais para prevenir a violência e combater o crime e o terrorismo
O texto completo da Meta 16.a: "Fortalecer as instituições nacionais relevantes, inclusive através da cooperação internacional, para a construção de capacidades em todos os níveis, em particular nos países em desenvolvimento, para prevenir a violência e combater o terrorismo e o crime."  Possui um indicador:
- 6.a.1 “Existência de instituições nacionais independentes de direitos humanos em conformidade com os Princípios de Paris”. [11]

### Meta 16.b: Promover e fazer cumprir leis e políticas não discriminatórias
O texto completo da Meta 16.b: “Promover e fazer cumprir leis e políticas não discriminatórias para o desenvolvimento sustentável ”.  Possui um indicador:
- 16.b.1:“Proporção de população que relata ter se sentido pessoalmente discriminada ou assediada nos 12 meses anteriores com base em um motivo de discriminação proibido pelo direito internacional dos direitos humanos”. [11]

### Agências custodiantes
As agências custodiantes são responsáveis pelo monitoramento e reporte dos indicadores: 
- Indicador 16.1.1: Escritório das Nações Unidas sobre Drogas e Crime (UNODC) e Organização Mundial da Saúde (OMS).
- Indicador 16.1.2: Escritório do Alto Comissariado das Nações Unidas para os Direitos Humanos (ACNUDH)
- Indicador 16.1.3 e 16.1.4: Escritório das Nações Unidas sobre Drogas e Crime (UNODC)
- Indicador 16.2.1 e 16.2.3: Fundo de Emergência das Nações Unidas para a Infância (UNICEF)
- Indicadores 16.2.2, 16.3.2 e 16.5.1: Escritório das Nações Unidas sobre Drogas e Crime (UNODC)
- Indicador 16.4.1: Escritório das Nações Unidas contra Drogas e Crime (UNODC) e Conferência das Nações Unidas sobre Comércio e Desenvolvimento (UNTAD)
- Indicador 16.4.2: Escritório das Nações Unidas contra Drogas e Crime (UNODC) e Escritório das Nações Unidas para Assuntos de Desarmamento
- Indicador 16.5.2: Banco Mundial (BM) e Escritório das Nações Unidas sobre Drogas e Crime (UNODC)
- Indicador 16.6.1: Banco Mundial (BM)
- Indicador 16.6.2 e para dois indicadores da Meta 16.7: Programa das Nações Unidas para o Desenvolvimento (PNUD)
- Indicador 16.8.1: Departamento de Assuntos Económicos e Sociais - Gabinete de Financiamento para o Desenvolvimento (DESA/FFDO)
- Indicador 16.9.1: Departamento de Assuntos Económicos e Sociais - Divisão de Estatísticas (DESA/UNSD) e Fundo de Emergência das Nações Unidas para a Infância (UNICEF)
- Indicador 16.10.1, 16.a.1 e 16.b.1: Escritório do Alto Comissariado das Nações Unidas para os Direitos Humanos (ACNUDH)
- Indicador 16.10.2: Organização das Nações Unidas para a Educação, a Ciência e a Cultura (UNESCO)

## Monitoramento e progresso
Os relatórios de progresso de alto nível para todos os ODS são publicados sob a forma de relatórios do Secretário-Geral das Nações Unidas sendo o mais recente de abril do ano de 2020.  
O Programa Internacional para o Desenvolvimento da Comunicação é responsável pelo acompanhamento do ODS 16 através dos indicadores 16.10.1 e 16.10.2.  A cada dois anos, um relatório contendo informações dos Estados-Membros sobre a situação dos inquéritos judiciais sobre cada um dos assassinatos condenados pela UNESCO é apresentado ao Conselho do IPDC pelo Diretor-Geral da UNESCO.   Os indicadores de segurança dos jornalistas são uma ferramenta desenvolvida pela UNESCO que, segundo o site da UNESCO, visa mapear as principais características que podem ajudar a avaliar a segurança dos jornalistas e ajudar a determinar se é dado um acompanhamento adequado aos crimes cometidos contra eles.   As IPDC Talks também permitem ao Programa sensibilizar para a importância do acesso à informação .  O IPDC também monitoriza e reporta sobre as leis de acesso à informação em todo o mundo através do relatório global do Secretário-Geral das Nações Unidas sobre o acompanhamento dos ODS .

## Desafios
A invasão russa da Ucrânia em 2022 também causou um grande revés, sendo responsável, em particular, pela maior parte do aumento de 53% nas mortes de civis em conflitos nesse ano. 
Prevê-se que a pandemia global da COVID-19 aumente a frequência dos conflitos, à medida que os países culpam os outros pela sua situação. 

## Links com outros ODS
Os Objetivos de Desenvolvimento Sustentável não são considerados completamente independentes uns dos outros, mas sim como estando intimamente ligados. Desta forma, o desenvolvimento dos meios de comunicação social aumenta a liberdade de expressão, a paz, mas também contribui para a sustentabilidade, a erradicação da pobreza e os direitos humanos. A promoção da paz e de sociedades inclusivas pode ajudar a reduzir as desigualdades ( ODS10 ) e ajudar as economias a prosperar ( ODS8 ).  O documento final de 2012 da Cimeira das Nações Unidas sobre a Agenda 2030 considera que o desenvolvimento sustentável não pode ser alcançado sem a construção de sociedades pacíficas, justas e inclusivas e sem a resolução de questões de corrupção, má governação, insegurança e injustiça. 

## Organizações
O Programa das Nações Unidas para o Desenvolvimento (PNUD) é a rede de desenvolvimento global das Organização das Nações Unidas que se preocupa com o ODS 16. Assim, o Programa centra-se na governação democrática e na construção da paz.  O PNUD também trabalha na prevenção de conflitos, capacitando os jovens, especialmente as mulheres.

## links externos
- Plataforma de Conhecimento sobre Desenvolvimento Sustentável da ONU – ODS 16
- Campanha “Objetivos Globais” - ODS 16 Arquivado em 17 novembro 2021 no Wayback Machine
- SDG-Track.org - ODS 16
- ODS 16 da ONU nos EUA